# Seznam chráněných území v okrese Karviná
Toto je seznam chráněných území v okrese Karviná aktuální k roku 2010, ve kterém jsou uvedena chráněná území v oblasti okresu Karviná.
| Kód  | Obrázek                                                         | Typ | Název                 | Rozloha (ha) | Galerie Commons                                                       | Popis území | Souřadnice                       |
| ---- | --------------------------------------------------------------- | --- | --------------------- | ------------ | --------------------------------------------------------------------- | --- | -------------------------------- |
| 5788 | jeden z rybníků v jižní části chráněného území                  | PP  | Dolní Marklovice      | 37,0653      | Kategorie „Dolní Marklovice (natural monument)“ na Wikimedia Commons  | Ochrana kuňky ohnivé | 49°53′43″ s. š., 18°33′42″ v. d. |
| 5789 | Pohled na hladinu rybníka                                       | PP  | Heřmanický rybník     | 390,1635     | Kategorie „Heřmanický rybník (natural monument)“ na Wikimedia Commons | Ochrana čolka velkého | 49°52′23″ s. š., 18°19′36″ v. d. |
| 3369 | Hraniční meandry Odry                                           | PP  | Hraniční meandry Odry | 125,87       | Kategorie „Hraniční meandry Odry“ na Wikimedia Commons                | Úsek meandrujícího toku řeky Odry na česko-polské hranici od soutoku s Olší po Starý Bohumín, lužní porosty navazující na vodní tok a stále i periodické vodní plochy, evropsky významná lokalita Meandry Dolní Odry. | 49°55′49″ s. š., 18°20′24″ v. d. |
| 5793 | Olšový rybník a chráněný dubový porost                          | PP  | Karviná - rybníky     | 9,3331       | Kategorie „Karviná - rybníky“ na Wikimedia Commons                    | Ochrana páchníka hnědého | 49°52′36″ s. š., 18°30′8″ v. d.  |
| 1364 | Meandry Lučiny                                                  | PP  | Meandry Lučiny        | 40,70        | Kategorie „Meandry Lučiny“ na Wikimedia Commons                       | Niva s meandrujícím tokem a zachovalými břehovými porosty. | 49°46′33″ s. š., 18°25′34″ v. d. |
| 5794 | Severní hranice chráněného území                                | PP  | Mokřad u Rondelu      | 14,6667      | Kategorie „Mokřad u rondelu“ na Wikimedia Commons                     | Ochrana čolka velkého | 49°47′9″ s. š., 18°24′28″ v. d.  |
| 5829 | alej na bývalé rybniční hrázi severně od elektrárny Dětmarovice | PP  | Niva Olše-Věřňovice   | 16,0046      | Kategorie „Niva Olše-Věřňovice“ na Wikimedia Commons                  | Ochrana páchníka hnědého | 49°54′57″ s. š., 18°27′57″ v. d. |
| 395  | Skučák                                                          | PR  | Skučák                | 30,08        | Kategorie „Skučák“ na Wikimedia Commons                               | Ochrana rostlinných společenstev s plavínem štítnatým a vodního ptactva. | 49°51′51″ s. š., 18°23′35″ v. d. |
| 2222 | Stará řeka                                                      | PP  | Stará řeka            | 1,42         | Kategorie „Stará řeka (natural monument)“ na Wikimedia Commons        | Zachování slepého ramene řeky Lučiny s výskytem ohrožených druhů živočichů. | 49°44′52″ s. š., 18°26′13″ v. d. |
| 1338 |                                                                 | PR  | Velké doly            | 36,50        | Kategorie „Velké doly“ na Wikimedia Commons                           | Zbytky přirozených porostů, hlavně dubohabřin významných pro drobné živočišstvo. | 49°42′55″ s. š., 18°38′5″ v. d.  |
| 1227 | Věřňovice                                                       | PP  | Věřňovice             | 4,58         | Kategorie „Věřňovice (natural monument)“ na Wikimedia Commons         | Ochrana výrazné říční terasy řeky Olše s téměř přirozeným lesním porostem a výskytem chráněných druhů rostlin a živočichů.                                                                                            | 49°56′8″ s. š., 18°24′55″ v. d.  |